# キャッスル&ゲイツ
キャッスル&ゲイツは、日本のフォークグループ。1965年に結成、1972年に解散した。

## メンバー
第一期 1965 - 1968
- 町田義人 （ギター、ヴォーカル） 1946年9月21日生。高知県出身。土佐高校→成城大学出身。後にソロ活動。
- 田村守 （ギター、ヴォーカル）東京大学出身。
- 上地健一 （ベース、ヴォーカル）1946年9月8日生。長崎県出身。土佐高校→明治大学出身。

第二期 1970 - 1972
- 田村和郎 （ギター、ヴォーカル）
- 山下和久 （ギター、ヴォーカル）
- 水田奏夫 （ベース、ヴォーカル）
- 島崎章 （ドラムス、ヴォーカル）

## 来歴
1965年、高知県の土佐高校の同窓会で町田と田村が意気投合し、フォークデュオを結成。1967年6月にカントリーバンドにいた上地が参加し、トリオとなる。
1967年9月16日、ニッポン放送のラジオ番組「バイタリス・フォーク・ビレッジ」用に田村が作った「おはなし」を録音。好評を博すが、この時レコード化されることはなかった。
翌1968年3月「バイタリス・フォーク・ビレッジ」の人気投票で第一位となるが、時を同じくしてグループは解散。町田と上地はR&Bバンドのズー・ニー・ヴーに参加、田村は就職する。
同1968年新メンバーに再編。グループは田村の弟である田村和郎と山下のデュオで再編成。水田と島崎が加入し4人編成となり、1972年に日本ビクター（後にビクター音楽産業として分社化。現・ビクターエンタテインメント）のRCAレコード（後にRVCとして分社化。現在のソニー・ミュージックレーベルズ・アリオラジャパンの源流）からシングル2枚とアルバム1枚を発表。
1969年1月、「バイタリス・フォーク・ビレッジ」の音源をそのまま使用した「おはなし」が、突如東芝レコードより発売される。ジャケットも、町田と上地の在籍時の写真が使われていたため、ファンの一部に混乱を招いた。

## ディスコグラフィー

### シングル
- 「おはなし」 （c/w 「農夫の唄」） 1969年1月発売（東芝音工・EP-1130）
- 「二人のうわさ」（ c/w 「海辺の町」） 1970年4月発売 （東芝音工・EP-1222） キャッスル・アンド・ゲイツ名義
- 「鎮魂歌」 （c/w 「最後のチャンス」） 1972年1月発売 （RCA・JRT-508）
- 「母からの便り」 （c/w 「ただ、それだけ」） 1972年発売 （RCA・JRT-512）

### EP
- 「HARMONY CENTER」1967年発売（キング委託制作・NDS-38）A面のみ。B面はザ・フロッギーズの演奏。 CASTLE & GATE名義
A-1「おはなし」（東芝盤とは一部の歌詞違いの別音源）　 A-2「赤い靴」

### アルバム
- 「鎮魂歌／キャッスル&ゲイツの世界」 1972年発売 （RCA・JRS-7186）
作詞・作曲のほとんどを田村守が手がけた。「おはなし」の新録音を含む全13曲。

## 近況
- 田村和郎は後に帰省して、高知県のローカルタレントとして活躍している。